# Ico Parisi

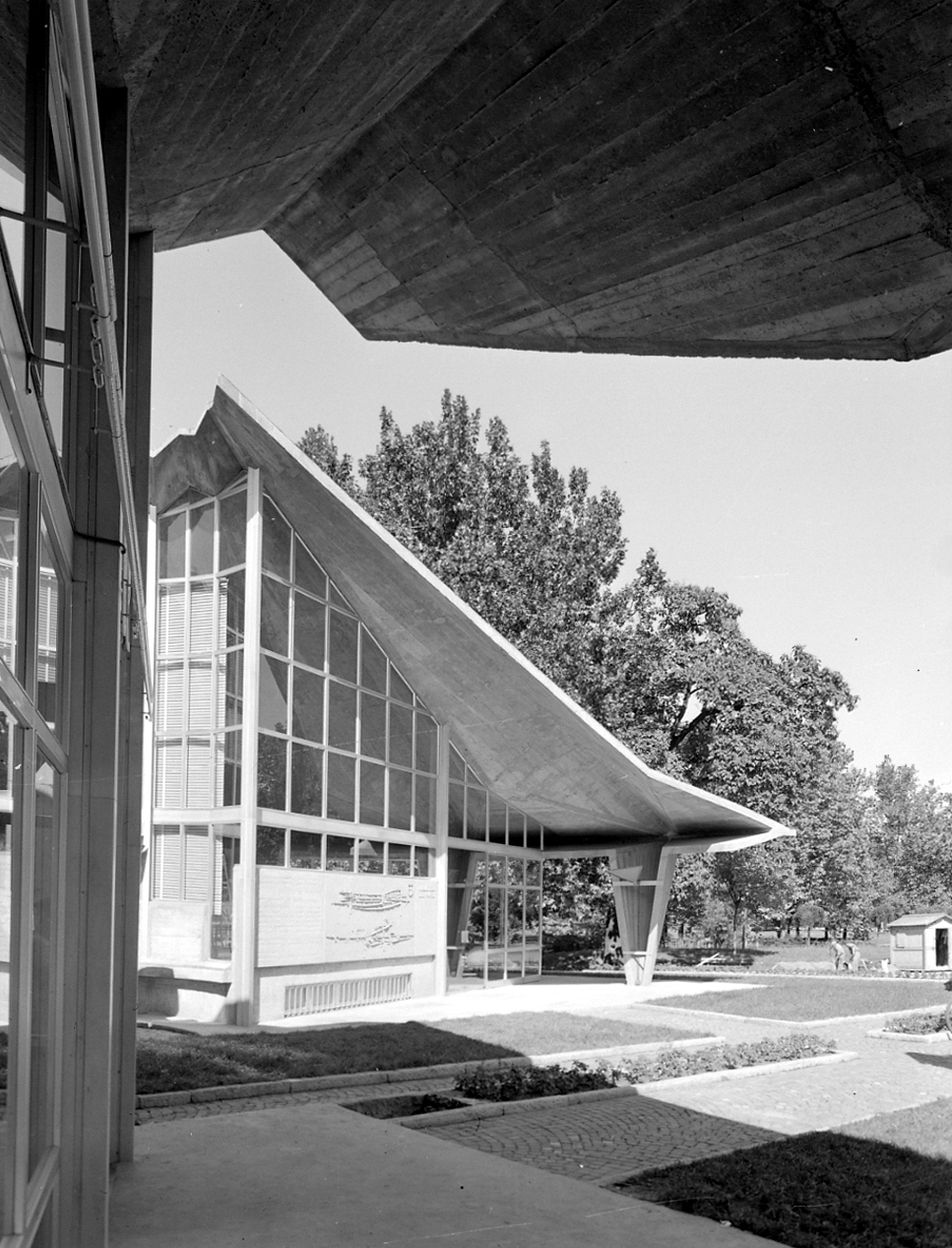
Padiglione Soggiorno nel Parco Sempione, per la X Triennale di Milano, 1954. Foto di Paolo Monti.

Domenico Parisi, detto Ico (Palermo, 23 settembre 1916 – Como, 19 dicembre 1996), è stato un architetto, designer, fotografo e teorico dell'architettura italiano.

## Biografia

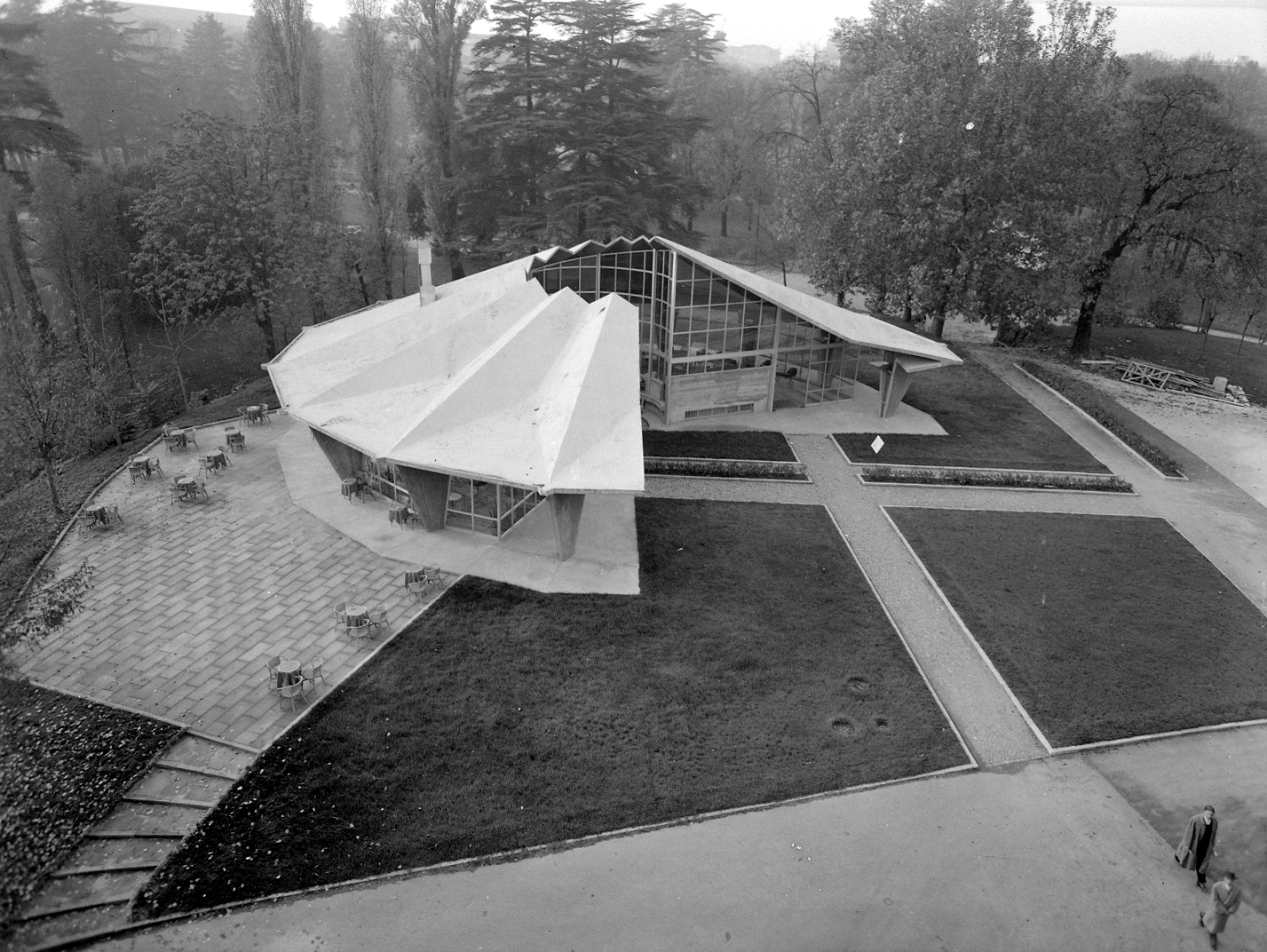
Padiglione Soggiorno. Foto di Paolo Monti, 1954.

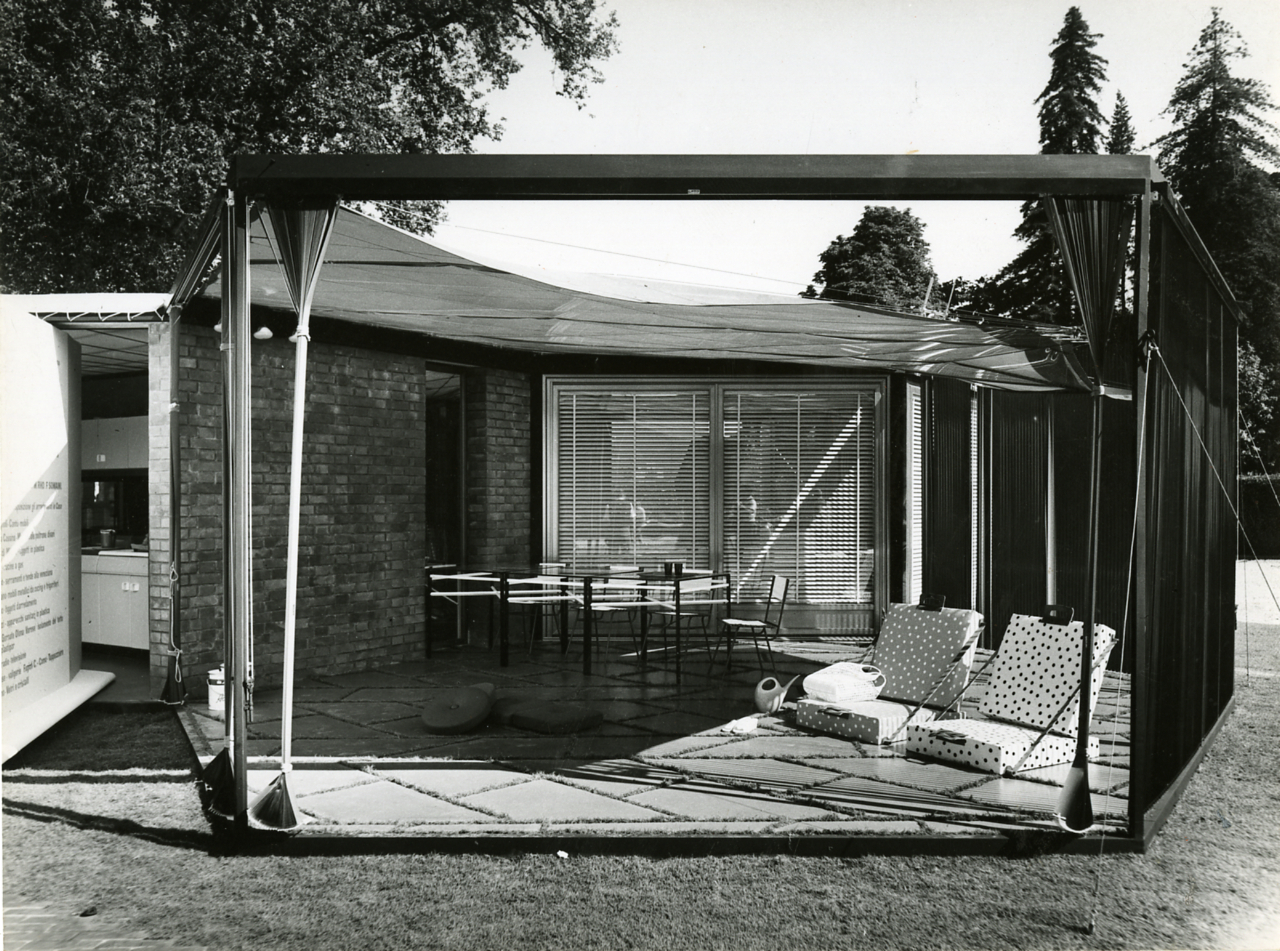
Como, Villa comunale dell'Olmo. Mostra Colori e forme nella casa di oggi. Casa per le vacanze (con Giampaolo Allevi). Foto di Paolo Monti, 1957.

Ico Parisi nasce a Palermo nel 1916. Si diploma in edilizia e svolge l'apprendistato presso lo studio di Giuseppe Terragni. Nel 1937 esegue, per la rivista Quadrante, uno studio fotografico della Casa del Fascio che segna l'intera ricerca che Parisi conduce nel "meditare i lasciti e le contraddizioni dell'enorme bagaglio di idee e di forme costituito dall'esperienza dei maestri".
La sua attività, segnata da una continua sperimentazione, è un'incessante ricerca nel campo dell'architettura, dell'arte e del design. Tra il 1948 ed il 1950 si dedica allo studio di elementi d'arredo. Nel campo del design gli incontri cruciali con Munari e Fontana (1951) e Melotti ne segnano profondamente l'esperienza. Nel 1948 fonda, con la moglie Luisa Aiani, progettista e designer, lo studio La ruota che cesserà la sua attività nel 1995.
Nel 1954 consegue la Medaglia d'Oro alla X Triennale di Milano con l'opera Padiglione Soggiorno, con Silvio Longhi e Luigi Antonietti. Nel 1957 presenta alla mostra Colori e forme della casa d'oggi l'opera Casa per vacanze che è esito di una collaborazione con Manlio Rho, Francesco Somaini e Gian Paolo Allevi.
Muore a Como nel 1996.

## Opere
Tra i progetti di architettura ai quali ha partecipato:
- Casa Bini in Como (1952), con Somaini e Radice
- Sede della Camera di Commercio di Sondrio (capoprogetto, con Fulvio Cappelletti e Silvio Longhi; progettazione: 1952, esecuzione: 1956) [3]
- Studio e Casa Parisi in Como (1958)
- Condominio Sede ACI in Como (CO) di via Massenzio Masia (progettazione 1962, completamento 1963)
- Hotel Corte dei Butteri con la chiesa di Santa Maria dell'Osa presso Fonteblanda (1963)[4]
- Palazzo della Camera di commercio a Ferrara (1964)
- Casa Orlandi in Erba (1966)
- Casa Fontana in Lenno (1967), con Gabriele De Vecchi, Grazia Varisco, Mario Cerioli, Enzo Degni.
- Esperienza dei Contenitori umani (1968), esito di una collaborazione con Somaini, la ricerca di Parisi s'incentra sui modi dell'abitare.
- Progetti per la Casa esistenziale (1972), esito di uno stretto rapporto ideativo con César, Giuliano Collina, Giorgio Bellandi, Chuck Close, Rod Dudley e Duane Hanson
- Operazione Arcevia (1974) in cui l'integrazione delle arti è cifrata dalla collaborazione di Michelangelo Antonioni, Alberto Burri, Aldo Clementi, Tonino Guerra, César e Sanajouand.[2]

## Archivio
Il Fondo Parisi Ico e Luisa, conservato presso la Pinacoteca civica del Comune di Como, contiene documentazione e materiali relativi ad opere d'arte e d'architettura dell'architetto dal 1940 al 1990: 1.000 disegni tecnici e studi su carta, 2.500 schizzi su carta da lucido e 38.000 negativi. Ad essi si aggiungono una collezione di 30 pezzi di ceramica e in vetro e una biblioteca specialistica di pittura ed architettura con 1.000 libri.